# Горне (Єсільський район)
Го́рне (каз. Горное) — село у складі Єсільського району Північноказахстанської області Казахстану. Входить до складу Заградовського сільського округу.
Населення — 195 осіб (2021; 428 у 2009, 435 у 1999, 586 у 1989).
Національний склад станом на 1989 рік:
- казахи — 60 %
- росіяни — 26 %.